# Fase planetária

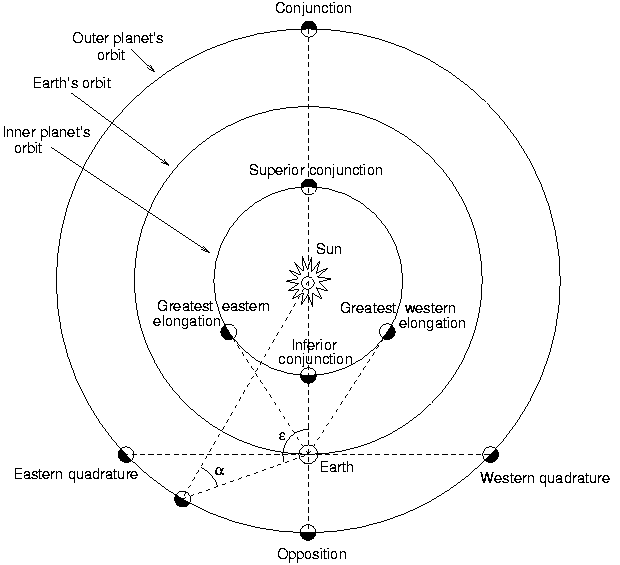

A fase planetária se dá quando a porção visível de um planeta para um ponto de referência é iluminada pelo Sol, em determinados intervalos de tempo.